# 阿爾頓 (印第安納州)
阿爾頓（英語：Alton）是一個位於美國印第安納州克勞福德縣的城鎮。

## 地理
阿爾頓的座標為38°07′22″N 86°25′12″W / 38.12278°N 86.42000°W，而該地的平均海拔高度為130米（即427英尺）。

## 人口
根據2010年美國人口普查的數據，阿爾頓的面積為0.49平方千米，當中陸地面積為0.45平方千米，而水域面積為0.04平方千米。當地共有人口55人，而人口密度為每平方千米112人。